# ملعب فورسيث بار

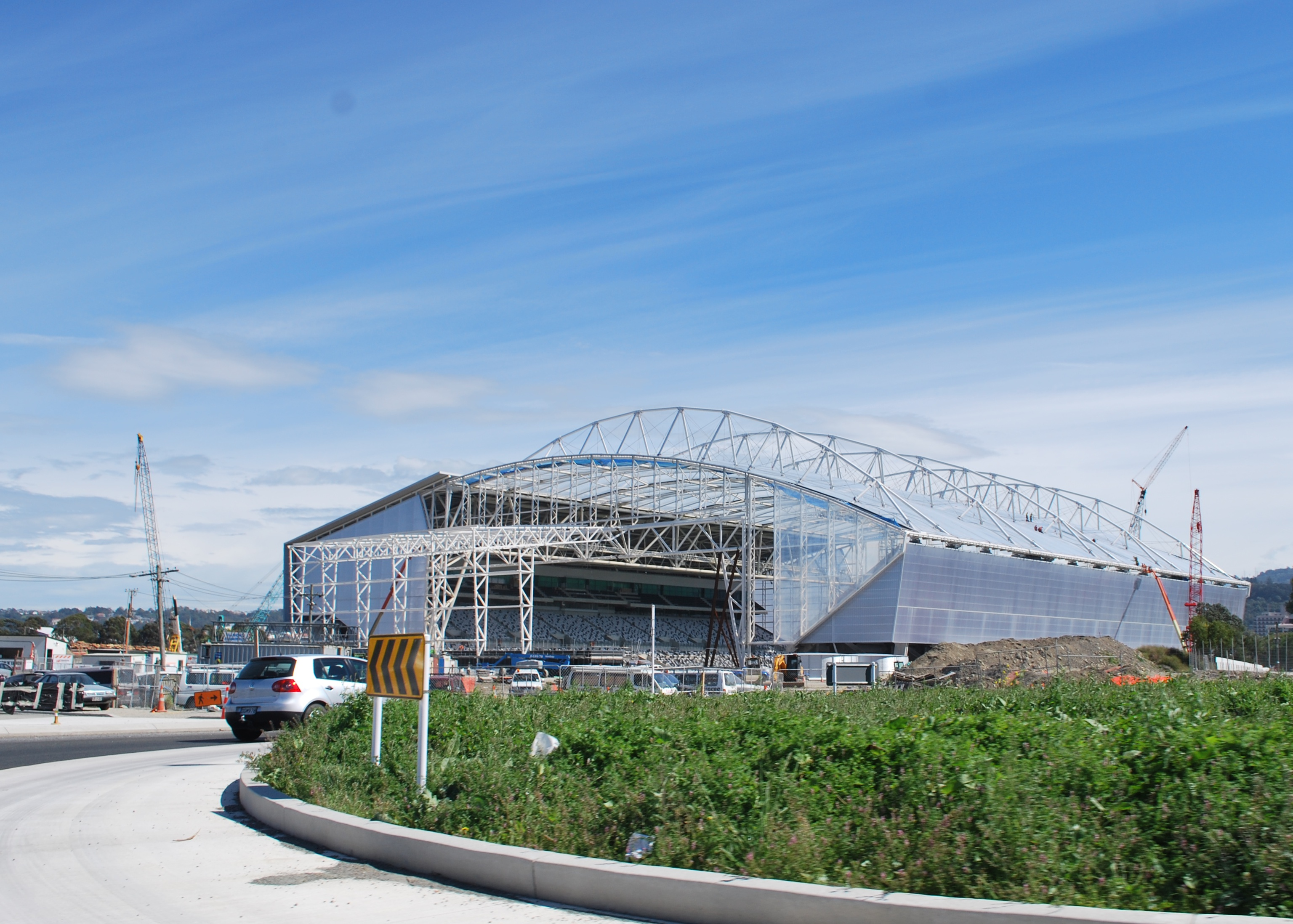
منظر خارجي للملعب.

ملعب فورسيث بار هو ملعب متعدد الأغراض يقع في دنيدن بنيوزيلندا. كان يُعرف أيضًا باسم ملعب دنيدن أو ملعب شارع أواتيا، أو اسمه الرسمي غير التجاري خلال كأس العالم للرجبي 2011 وكأس العالم تحت 20 سنة، ملعب أوتاغو.
افتتح الملعب من قبل رئيس الوزراء النيوزيلندي جون كي في 5 أغسطس 2011، استضاف الملعب أربع مباريات من كأس العالم للرغبي 2011، ويستضيف المكان عدة مباريات لكأس العالم للسيدات 2023.